# Pseudononyma impunctipennis
Pseudononyma impunctipennis là một loài bọ cánh cứng trong họ Cerambycidae.